# Munt Cotschen
Munt Cotschen är en bergstopp i Schweiz.   Den ligger i regionen Maloja och kantonen Graubünden, i den östra delen av landet, 200 km öster om huvudstaden Bern. Toppen på Munt Cotschen är 3 104 meter över havet, eller 322 meter över den omgivande terrängen. Bredden vid basen är 5,4 km.
Terrängen runt Munt Cotschen är bergig österut, men västerut är den kuperad. Närmaste större samhälle är St. Moritz, 15,6 km väster om Munt Cotschen. 
Trakten runt Munt Cotschen består i huvudsak av gräsmarker. Runt Munt Cotschen är det ganska glesbefolkat, med 23 invånare per kvadratkilometer.